# Aojama Hirosi
Aojama Hirosi, nyugaton Hiroshi Aoyama (Icsihara, 1981. október 25. –) japán motorversenyző, jelenleg a MotoGP királykategóriájának a tagja. Testvére, Súhei szintén motorversenyző.

## Karrierje

### Kezdetek
Karrierjét ugyancsak a 250-esek között kezdte 2000-ben, szabadkártyásként. Sokáig csak a japán versenyeken indult, ezeken a szabadkártyásoktól szokatlan módon rendkívül jól szerepelt, 2003-ban a dobogóra is felállhatott, második lett.

### 250 cm³
2004-ben immár teljes szezonra szóló szerződést kapott a Hondától. Első évében legjobb eredménye két harmadik hely volt. 2005-ben megszerezte első győzelmét, a hazai pályán, Motegiben.
2006-ban a KTM-hez szerződött, ahol első évében két győzelmet szerzett, a gyár első két győzelmét ebben a géposztályban. Az év végén, hasonlóan 2005-höz, ismét negyedik lett. 2007-ben hatodik lett, az évad során újabb két futamot nyert meg. 2008-ban ismét KTM-mel versenyzett, azonban ebben az évben egyszer sem sikerült győznie. Legjobb eredménye egy malajziai második hely volt, ahol a pole pozíciót is megszerezte.
2009-re, a KTM 250 köbcentiméteres géposztályból való kiválásával visszatért a Hondához, a Team Scot szatellit csapathoz, a nagy rivális Takahasi helyére, aki a MotoGP-ben folytatta. A többi motorhoz képest elavult Hondával (a Honda a többi csapathoz képest bő egyéves lemaradásban volt) kiválóan teljesített, folyamatos kiegyensúlyozott teljesítményének köszönhetően megszerezte a világbajnoki címet a jobb motorokkal rendelkező, ám többször is versenyeket feladni kényszerülő Héctor Barberá, Marco Simoncelli és Álvaro Bautista előtt.

### MotoGP
A MotoGP-be 2010-re került fel, csapata az Interwetten Racing volt. A viszonylag gyenge motorral azokon a versenyeken, amelyeken elindult, az összesen pontszerzőként intették le. Legjobb eredménye egy hetedik hely volt, ezen kívül nem sikerült bekerülnie a legjobb 10-be egyetlen nagydíjon sem. Az évad során hat versenyt is ki kellett hagynia egy Silverstone-ban összeszedett csigolyatörés miatt.
2011-re a Gresini Racing szerződtette, ahol félig gyári körülmények között dolgozhatott csapattársával, Simoncellivel. Ebben az évben eredményei már jelentősen javultak. Az évad második versenyén, Spanyolországban például negyedik is volt, az egész évet figyelembe véve pedig közel duplaannyi pontot szerzett, mint egy szezonnal korábban. Az utolsó előtti versenyen, Malajziában csapattársával, Marco Simoncellivel történt a szezont beárnyékoló halálos baleset.
2012-ben mindössze egy futamon vett részt, az Avintia Racing a szezonzáró valenciai versenyen adott neki lehetőséget. 2013-ban visszatért teljes szezonra, azonban az Avintia motorjában és Aojama eredményeiben nem volt túl sok köszönet. A tizennyolc futamból mindössze hatszor, vagyis csak a versenyek egyharmadán tudott pontot szerezni, és ezeken sem fért be egyszer sem a legjobb tíz közé, legjobb eredménye egy malajziai tizenegyedik hely volt. A kimondottan gyenge idény után Aojama 2014-re a Gresini Racing csapatához szerződött. Az év során rendkívül kiegyensúlyozottan teljesített, és minden futamon célba is tudott érni. Egy kivételével a pontszerzés is minden alkalommal összejött, az összképbe egy hollandiai tizenhatodik hely rondít bele. 2015-ben három futamon helyettesítette a sérült Dani Pedrosát, immár a Honda gyári csapatának tesztpilótájaként.

### Superbike
2012-ben a teljes szezont a Superbike-világbajnokságban töltötte, egy Honda nyergében, a Ten Kate Racing színeiben. A szériamotorokra történő váltás nem sikerült igazán jól Aojamának, ugyanis legjobb eredménye mindössze két nyolcadik hely volt, év végén pedig hatvanegy és fél pontja csak a tizennyolcadik helyre volt elég.

## Statisztika
| Szezon   | Géposztály | Motor          | Versenyek | Győzelem | Dobogó | Pole | L.kör | Pont | Poz. | VB |
| -------- | ---------- | -------------- | --------- | -------- | ------ | ---- | ----- | ---- | ---- | -- |
| 2000     | 250 cm³    | Honda          | 1         | 0        | 0      | 0    | 1     | 8    | 28.  | -  |
| 2001     | 250 cm³    | Honda          | 2         | 0        | 0      | 0    | 0     | 3    | 28.  | -  |
| 2002     | 250 cm³    | Honda          | 2         | 0        | 0      | 0    | 0     | 9    | 27.  | -  |
| 2003     | 250 cm³    | Honda          | 2         | 0        | 1      | 1    | 1     | 31   | 15.  | -  |
| 2004     | 250 cm³    | Honda RS250RW  | 16        | 0        | 2      | 0    | 0     | 128  | 6.   | -  |
| 2005     | 250 cm³    | Honda RS250RW  | 16        | 1        | 4      | 2    | 0     | 180  | 4.   | -  |
| 2006     | 250 cm³    | KTM            | 16        | 2        | 7      | 1    | 4     | 193  | 4.   | -  |
| 2007     | 250 cm³    | KTM 250 FPR    | 17        | 2        | 4      | 1    | 2     | 160  | 6.   | -  |
| 2008     | 250 cm³    | KTM 250 FPR    | 16        | 0        | 2      | 1    | 0     | 139  | 7.   | -  |
| 2009     | 250 cm³    | Honda RS250RW  | 16        | 4        | 7      | 2    | 4     | 261  | 1.   | 1  |
| 2010     | MotoGP     | Honda RC212V   | 12        | 0        | 0      | 0    | 0     | 53   | 15.  | –  |
| 2011     | MotoGP     | Honda RC212V   | 17        | 0        | 0      | 0    | 0     | 98   | 10.  | –  |
| 2012     | MotoGP     | BQR-Kawasaki   | 1         | 0        | 0      | 0    | 0     | 3    | 25.  | –  |
| 2013     | MotoGP     | FTR-Kawasaki   | 16        | 0        | 0      | 0    | 0     | 13   | 20.  | –  |
| 2014     | MotoGP     | Honda RCV1000R | 18        | 0        | 0      | 0    | 0     | 68   | 14.  | –  |
| 2015     | MotoGP     | Honda RC213V   | 3         | 0        | 0      | 0    | 0     | 5*   | 23.* | –  |
| Összesen |            |                | 171       | 9        | 27     | 8    | 11    | 1352 |      | 1  |

## Teljes MotoGP-eredménylistája
| Év   | Géposztály | Motor  | 1       | 2       | 3       | 4       | 5       | 6       | 7      | 8       | 9      | 10     | 11     | 12      | 13      | 14      | 15      | 16      | 17     | 18     | Poz. | Pont |
| ---- | ---------- | ------ | ------- | ------- | ------- | ------- | ------- | ------- | ------ | ------- | ------ | ------ | ------ | ------- | ------- | ------- | ------- | ------- | ------ | ------ | ---- | ---- |
| 2000 | 250 cm³    | Honda  | RSA     | MAL     | JPN     | SPA     | FRA     | ITA     | CAT    | NED     | GBR    | GER    | CZE    | POR     | VAL     | BRA     | PAC 8   | AUS     |        |        | 28.  | 8    |
| 2001 | 250 cm³    | Honda  | JPN 13  | RSA     | SPA     | FRA     | ITA     | CAT     | NED    | GBR     | GER    | CZE    | POR    | VAL     | PAC 21  | AUS     | MAL     | BRA     |        |        | 28.  | 3    |
| 2002 | 250 cm³    | Honda  | JPN 12  | RSA     | SPA     | FRA     | ITA     | CAT     | NED    | GBR     | GER    | CZE    | POR    | BRA     | PAC 11  | MAL     | AUS     | VAL     |        |        | 27.  | 9    |
| 2003 | 250 cm³    | Honda  | JPN 2   | RSA     | SPA     | FRA     | ITA     | CAT     | NED    | GBR     | GER    | CZE    | POR    | BRA     | PAC 5   | MAL     | AUS     | VAL     |        |        | 15.  | 31   |
| 2004 | 250 cm³    | Honda  | RSA 11  | SPA Ret | FRA 4   | ITA 9   | CAT 6   | NED 10  | BRA 6  | GER 4   | GBR 9  | CZE 7  | POR 9  | JPN 3   | QAT 3   | MAL Ret | AUS 7   | VAL DSQ |        |        | 6.   | 128  |
| 2005 | 250 cm³    | Honda  | SPA Ret | POR 6   | CHN 3   | FRA 6   | ITA 7   | CAT 4   | NED 4  | GBR Ret | GER 3  | CZE 5  | JPN 1  | MAL 5   | QAT 6   | AUS 6   | TUR 3   | VAL 6   |        |        | 4.   | 180  |
| 2006 | 250 cm³    | KTM    | SPA 6   | QAT 5   | TUR 1   | CHN 3   | FRA 4   | ITA Ret | CAT 6  | NED 9   | GBR 3  | GER 8  | CZE 3  | MAL Ret | AUS 3   | JPN 1   | POR 2   | VAL Ret |        |        | 4.   | 193  |
| 2007 | 250 cm³    | KTM    | QAT Ret | SPA 6   | TUR Ret | CHN 9   | FRA Ret | ITA 21  | CAT 7  | GBR 3   | NED 5  | GER 1  | CZE 6  | RSM 2   | POR Ret | JPN 8   | AUS 4   | MAL 1   | VAL 10 |        | 6.   | 160  |
| 2008 | 250 cm³    | KTM    | QAT 16  | SPA 4   | POR 5   | CHN 2   | FRA 7   | ITA 8   | CAT 7  | GBR 6   | NED 6  | GER 8  | CZE 13 | SMR Ret | IND C   | JPN 9   | AUS Ret | MAL 2   | VAL 5  |        | 7.   | 139  |
| 2009 | 250 cm³    | Honda  | QAT 4   | JPN 2   | SPA 1   | FRA 8   | ITA 6   | CAT 2   | NED 1  | GER 4   | GBR 1  | CZE 4  | IND 2  | SMR 4   | POR 4   | AUS 7   | MAL 1   | VAL 7   |        |        | 1.   | 261  |
| 2010 | MotoGP     | Yamaha | QAT 10  | SPA 14  | FRA 11  | ITA 11  | GBR DNS | NED     | CAT    | GER     | USA    | CZE    | IND 12 | SMR 12  | ARA 13  | JPN 10  | MAL 7   | AUS 13  | POR 12 | VAL 14 | 15.  | 53   |
| 2011 | MotoGP     | Honda  | QAT 10  | SPA 4   | POR 7   | FRA 8   | CAT Ret | GBR 9   | NED 8  | ITA 11  | GER 15 | USA 10 | CZE 9  | IND 9   | RSM 11  | ARA 11  | JPN 9   | AUS Ret | MAL C  | VAL 12 | 10.  | 98   |
| 2012 | MotoGP     | BQR    | QAT     | SPA     | POR     | FRA     | CAT     | GBR     | NED    | GER     | ITA    | USA    | IND    | CZE     | RSM     | ARA     | JPN     | MAL     | AUS    | VAL 13 | 25.  | 3    |
| 2013 | MotoGP     | FTR    | QAT 15  | AME 17  | SPA 18  | FRA 19  | ITA Ret | CAT WD  | NED    | GER 17  | USA 16 | IND 15 | CZE 14 | GBR 18  | RSM 14  | ARA 14  | MAL 11  | AUS 20  | JPN 17 | VAL 16 | 20.  | 13   |
| 2014 | MotoGP     | Honda  | QAT 11  | AME 12  | ARG 10  | SPA 12  | FRA 14  | ITA 14  | CAT 15 | NED 16  | GER 12 | IND 10 | CZE 13 | GBR 14  | RSM 12  | ARA 8   | JPN 13  | AUS 8   | MAL 11 | VAL 15 | 14.  | 68   |
| 2015 | MotoGP     | Honda  | QAT     | AME 11  | ARG Ret | SPA Ret | FRA     | ITA     | CAT    | NED     | GER    | IND    | CZE    | GBR     | RSM     | ARA     | JPN     | AUS     | MAL    | VAL    | 23.* | 5*   |

## Teljes Superbike-eredménylistája
(Táblázat értelmezése)

(Félkövér: pole-pozícióból indult; dőlt: leggyorsabb kört futott) 

| Év   | Motor | 1     | 1     | 2      | 2       | 3      | 3      | 4     | 4      | 5      | 5      | 6      | 6       | 7      | 7      | 8      | 8      | 9       | 9       | 10     | 10     | 11     | 11      | 12     | 12     | 13    | 13      | 14      | 14     | Poz. | Pont |
| Év   | Motor | V1    | V2    | V1     | V2      | V1     | V2     | V1    | V2     | V1     | V2     | V1     | V2      | V1     | V2     | V1     | V2     | V1      | V2      | V1     | V2     | V1     | V2      | V1     | V2     | V1    | V2      | V1      | V2     | Poz. | Pont |
| ---- | ----- | ----- | ----- | ------ | ------- | ------ | ------ | ----- | ------ | ------ | ------ | ------ | ------- | ------ | ------ | ------ | ------ | ------- | ------- | ------ | ------ | ------ | ------- | ------ | ------ | ----- | ------- | ------- | ------ | ---- | ---- |
| 2012 | Honda | AUS 8 | AUS 9 | ITA 18 | ITA Ret | NED 12 | NED 13 | ITA C | ITA 11 | EUR 17 | EUR 10 | USA 17 | USA Ret | SMR 16 | SMR 12 | SPA 14 | SPA 15 | CZE Ret | CZE Ret | GBR 13 | GBR 14 | RUS 13 | RUS Ret | GER 10 | GER 15 | POR 8 | POR Ret | FRA Ret | FRA 14 | 18.  | 61,5 |